# Halle de Gand
La halle de Gand (en néerlandais, stadshal van Gent) est une structure construite dans le centre historique de Gand, en Belgique, entre 2010 et 2012, par les architectes Robbrecht & Daem, avec Marie-José Van Hee.

## Description

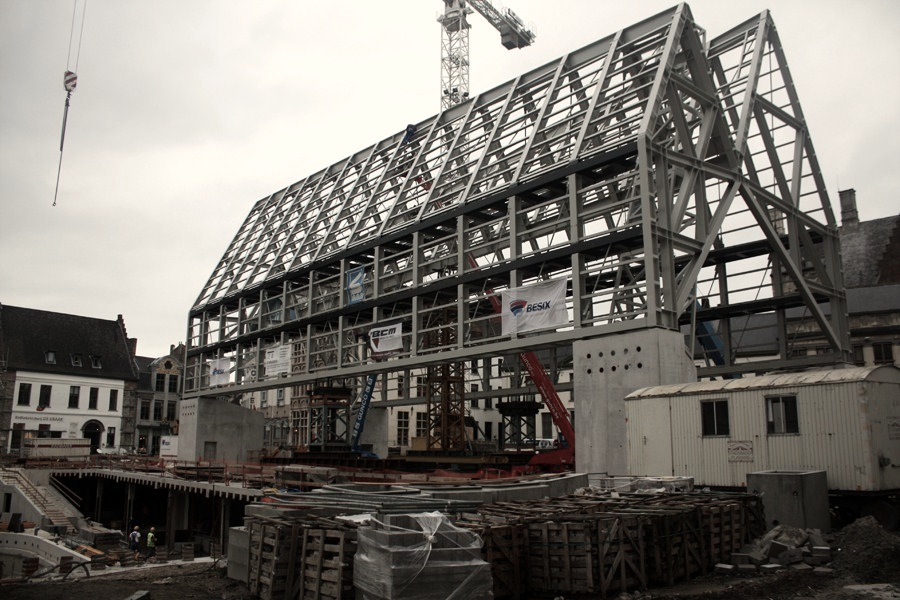
La halle en construction.

La halle est érigée sur la nouvelle Emile Braunplein (place Émile Braun) dans la Poeljemarkt, dans le centre historique de Gand. L'hôtel de ville se situe immédiatement au nord, l'église Saint-Nicolas à l'ouest et le beffroi à l'est. Il s'agit d'une grande structure d'une quarantaine de mètres de long, constituée d'un toit en bois reposant à chaque coin sur un pilier de béton, permettant ainsi d'être ouverte et accessible de tous les côtés.
Le toit est asymétrique ; sa forme à deux pignons fait référence à celle de l'hôtel de ville tout proche. Il est constitué d'une structure d'acier recouverte d'une finition en bois d'afrormosia, elle-même protégée par une enveloppe de verre,. Il comporte 1 600 petites fenêtres, donnant à l'ensemble un éclairage dynamique.
Le sous-sol de la halle est occupé par une brasserie, des toilettes, des vestiaires et un parc pour environ 200 vélos. L'Emile Braunplein comprend également la fontaine des Agenouillés, œuvre du sculpteur George Minne, et la Klokke Roeland (nl), une ancienne cloche du beffroi, exposée sur un socle de béton.

## Historique

### Conception
L'espace occupé actuellement par la halle donne lieu à deux campagnes de démolition pour l'exposition universelle de 1913. Dans les années 60, la place doit accueillir un centre administratif, finalement jamais construit. L'emplacement est finalement converti en parking,. La ville de Gand souhaitant rénover la place, deux concours architecturaux sont organisés, en 1996 et 2005. Les architectes Paul Robbrecht (nl), Hilde Daem et Marie-José van Hee vont plus loin que les demandes de la ville — un espace ouvert pour des événements — et proposent une halle,. Leur proposition est finalement choisie, s'inscrivant dans le projet KoBra, un projet urbain plus large pour le centre de Gand.
La halle est construite entre 2009 et 2012. Son coût est estimé à 3,7 millions d'euros. En 2013, l'édifice est finaliste du prix de l'Union européenne pour l'architecture contemporaine Mies van der Rohe.

### Critiques
Le projet KoBra donne lieu à de nombreuses critiques, en particulier la halle et le socle en béton de la Klokke Roeland. Est critiquée une conception contemporaine en plein milieu d'un cadre historique. Le fait que la façade Renaissance de l'hôtel de ville soit masquée suscite une certaine controverse.
Le beffroi de Gand est inscrit au patrimoine mondial, en tant qu'élément des beffrois de Belgique et de France. À la construction de la halle, l'UNESCO exprime son regret de ne pas avoir été consultée, la vue sur l'édifice étant fondamentalement modifiée. Le parlement flamand reconnait que cette situation n'aurait pas dû se présenter et adresse en conséquence une lettre d'excuses à l'UNESCO. Ultérieurement, l'UNESCO declare toutefois que la valeur universelle exceptionnelle du beffroi et son environnement n'est pas modifiée.